# Mật độ bán hàng
Mật độ bán hàng là thước đo hiệu suất trong bán lẻ. Đây là doanh thu được tạo ra cho một không gian bán hàng nhất định và được trình bày dưới dạng giá trị tiền tệ trên mỗi mét vuông. Con số càng cao, không gian sàn được sử dụng hiệu quả hơn.
Nó thường được trích dẫn cùng với các chỉ số khác, chẳng hạn như như bán hàng.
Mật độ bán hàng là tỷ lệ được tính chia cho tổng doanh số bán lẻ trong một năm nhờ tổng bề mặt của tất cả các cửa hàng thuộc sở hữu của nhà bán lẻ (doanh số bán buôn / nhượng quyền tiềm năng thường không được bao gồm). Nó là tranh chấp cho dù doanh số bán hàng trực tuyến của các nhà bán lẻ nên được bao gồm trong tử số của tỷ lệ cho sự phụ thuộc lẫn nhau cao trong chiến lược tiếp thị bán hàng trực tuyến và doanh số bán hàng của cửa hàng riêng.